# MINERVA
Панцирник MINERVA випускався в період Першої світової війни в Бельгії і вважався першим броньованим автомобілем, прийнятим на озброєння війська у цій війні.
Спроби використання броньованих автомобілів в бельгійській армії розпочалось з 1912 року, а у серпні 1914 офіцер особливих доручень Генерального Штабу, лейтенант Шарль Анкар покрив 4 мм панцирними листами свій автомобіль марки «Міневра NN». За його прикладом протягом вересня у майстерні концерну Cockerill-Sambre в Обокені покрили панцирними плитами ще декілька «Міневр», які відправили на фронт. Крім того схожим чином було виготовлено панцирники на шасі спортивного автомобіля SAVA. Панцирники не мали башти, а 8 мм кулемет Hotchkiss моделі 1912 встановлювали за щитом. Панцирники мали відкритий зверху корпус без дверей, по якому зовні забирались до середини. Згодом у корпусі появились дверцята, а в останніх модифікаціях кулемати почали встановлювати у сферичних баштах. Згодом кулемети замінили 37 мм французькою гарматою. Екіпаж складався з командира, кулеметника, водія, помічника водія. Панцирники супроводжувала технічна служба, групи велосипедистів чи мотоциклістів. У вересні 1915 добровольчий експедиційний бельгійський корпус з 360 осіб при 10 панцерниках, 7 мотоциклах, 10 вантажівках відбув для участі у боях в Галичині біля Збаража протягом 1916 року. Наприкінці 1917 вони опинились у Києві, де у лютому 1918 бельгійці перед від'їздом пошкодили двигуни і озброєння панцирників. У Бельгії решта панцирників було модернізовано 1919 з встановленням у задній частині рубки понад дахом для введення стрільби стоячи. При модернізації 1928 вони отримали корпус нової форми з куполоподібною баштою з кулеметом чи 37 мм гарматою, використовуючи у підрозділах розвідки. У підрозділах жандармів вцілілі панцирники знаходились ще у 1933-35 роках.